# Dave King
Dave King (Dublino, 11 dicembre 1961) è un cantante irlandese, front-man del gruppo musicale celtic punk Flogging Molly, nonché ex frontman della heavy metal band Fastway.

## Biografia
Dave King è cresciuto a Beggars Bush, zona di Dublino, in Irlanda. Questa località era all'epoca una base militare inglese che attualmente è diventata una pensione per anziani. È stato qui che King ricorda di essere stato chiamato dalla madre a guardare David Bowie che suonava Space Oddity in televisione. La sua famiglia era relativamente povera, e possedeva un pianoforte. Ogni weekend la famiglia si riuniva assieme per suonare della musica. Fu in questo periodo che Dave si innamorò della musica irlandese. King abbandonò Beggars Bush all'età di 17 anni e vi farà ritorno a 40.
Quando raggiunse l'età di 10 anni, suo padre morì. Essendo stato King l'unico ad aver dato peso alla malattia del padre, si sentì in colpa per la sua morte. King poi rivelò che la morte del padre fu l'evento più traumatico della sua vita.
Dopo essere emigrato negli Stati Uniti d'America, egli rimase senza permesso di soggiorno per otto anni, rendendolo incapace di tornare in Irlanda. Questa separazione forzata dalla sua terra, l'Irlanda, sarà citata come fattore importante nella creazione delle future canzoni dei Flogging Molly.
Dave si sposò a venti anni e dalla prima moglie ebbe anche un figlio, Graham Richard King. Tuttavia egli chiese il divorzio quando il figlio aveva quattro anni.

### La carriera
La vera e propria carriera di Dave King ebbe inizio attorno al 1982 quando egli prenderà parte al progetto fondato da due importanti esponenti della scena heavy metal britannica, ovvero Pete Way, storico bassista degli UFO, e Eddie Clarke, chitarrista dei Motörhead. Fu così che nacquero i Fastway. King aveva militato in precedenza in una band locale chiamata Stilwood ma pare avesse avuto anche una breve esperienza non accreditata nei Mama's Boys, una nota heavy metal band nordirlandese. La prima incarnazione dei Fastway includeva l'ex batterista dei Clash Topper Headon, tuttavia venne presto sostituito dall'ex-Humble Pie Jerry Shirley. Pete Way, proprio uno dei due fondatori, dovette rinunciare al progetto a causa di problemi legali con la sua etichetta. Una volta riassestata la formazione, il gruppo passa alla pubblicazione del debutto omonimo nel 1983, che riceve buoni consensi negli States, grazie anche ad intensivi tour al fianco di Iron Maiden e Saxon. Il secondo disco dei britannici All Fired Up, non viene ben accolto ed il gruppo subirà un altro cambio di formazione. Dopo pochi mesi però i Fastway non riescono a trovare un assetto stabile, così King deciderà di contattare i compagni della sua ex band, gli Stilwood. Fu da qui che il quintetto cominciò a riacquistare popolarità con Waiting for the Roar (1986). Sarà in questo periodo che i Fastway otterranno il loro picco di popolarità, quando venne loro assegnato il compito di comporre e suonare l'intera colonna sonora del film Morte A 33 Giri (titolo originale Trick or Treat) nel 1987. La colonna sonora (che era sostanzialmente il quarto album), ricevette un ottimo successo, tanto da comparire nella classifica di Billboard Top 200 per ben 11 mesi. Il successo permise loro di suonare al fianco di Ozzy Osbourne (che partecipò al film stesso) in alcune date in Irlanda nel 1988.
Dopo un'intensa carriera, i rapporti tra i membri all'interno della formazione cominciarono deteriorarsi. I Fastway opteranno quindi per lo scioglimento nello stesso 1988, e King portò con sé gran parte della band in un gruppo chiamato Q.E.D., che però ebbe breve vita.
Ricollocatosi a Los Angeles nel 1989, King cominciò a progettare un nuovo gruppo.
Fu nel 1990 che darà il via al nuovo progetto, i Katmandu, mentre parallelamente i Fastway verranno riassemblati dall'unico superstite Eddie Clarke continuando la loro carriera sostituendo King con Lea Hart.
I Katmandu erano composti da King, l'ex chitarrista degli Asia e Krokus Mandy Meyer, il bassista Caine Carruthers ed il batterista Mike Alonso.
Il gruppo venne da molti criticato per essere una copia spudorata dei Great White.
Ciò nonostante il quartetto partì ben avviato con un contratto con la major Epic Records.
Dopo la pubblicazione del disco omonimo nel 1991 sotto la produzione di John Purdell e Duane Baron, vennero estratti i singoli The Way You Make Me Feel e When The Rain Comes che però vennero ignorati, fallendo l'impatto commerciale. Il mancato successo fu dovuto, oltre alle critiche per le troppe similitudini con i Great White, anche all'emergente movimento grunge, che in quell'epoca oscurò le potenzialità della band. I Katmanu si sciolsero nel 1992. Meyer raggiungerà in futuro i Gotthard e più tardi tornerà nella formazione dei Krokus.
La Epic Records offrì a King la possibilità entrare nel The Jeff Beck Group, ma egli declinò l'offerta. Inizierà poi a lavorare su nuovo materiale contraddistinto da una chiara matrice sonora irlandese, ma comunque sempre legata al suo stile musicale veloce ed urlato. 
Possiamo notare l'ultima esperienza di King nella scena heavy metal quando nel 1994 partecipò come ospite nel ruolo di corista al disco Black di Lita Ford, al fianco di altri importanti cantanti come Jim Gillette e Jeff Scott Soto. Ironicamente la Ford darà l'addio alla carriera musicale proprio con questo album, che in ogni caso si rivelò fallimentare anche a causa delle nuove sonorità con chiari riferimenti grunge.
Sarà appena nel 1997 che il frontman deciderà di cambiare completamente direzioni musicali con la formazione di un gruppo fortemente ispirato alla musica tradizionale irlandese mescolata con il moderno punk rock, seguendo le orme dei The Pogues. Il nuovo gruppo, dal nome di Flogging Molly otterrà un grande successo musicale, raggiungendo la posizione numero 4 nella Billboard Charts Top 200 e la posizione numero 1 nella Billboard Indie Chart.
Attualmente Dave King è sposato con Bridget Regan, anch'essa membro dei Flogging Molly e risiede a Los Angeles con il resto della band.

## Discografia

### Con i Fastway

#### Album in studio
- Fastway (1983)
- All Fired Up (1984)
- Waiting for the Roar (1986)
- Trick or Treat (1986)

#### Live
- Say What You Will (1991)

#### Raccolte
- The Collection (2001)
- Fastway/All Fired Up (2003)
- Waiting For The Roar (2005)

### Con i Flogging Molly
- Alive Behind the Green Door (1997)
- Swagger (2000)
- Drunken Lullabies (2002)
- Within a Mile of Home (2004)
- Whiskey on a Sunday (2006)
- Float (2008)
- Speed of Darkness (2011)

### Altri album
- Katmandu - Katmandu (1991)
- Lita Ford	- Black (1994)
- White Widow - Turn it Up (2000)
- Johnny Strader - Johnny Strader (2005)